# Convoluta schuelii
Convoluta schuelii är en plattmaskart som beskrevs av Johannes G. Achatz 2008. Convoluta schuelii ingår i släktet Convoluta och familjen Convolutidae. Inga underarter finns listade i Catalogue of Life.